# Scironis
Scironis es un género de arañas araneomorfas de la familia Linyphiidae. Se encuentra en Estados Unidos y Canadá.

## Lista de especies
Según The World Spider Catalog 12.0:
- Scironis sima Chamberlin, 1949
- Scironis tarsalis (Emerton, 1911)